# Инвариантное подпространство
Инвариа́нтное подпростра́нство {\displaystyle W} векторного пространства {\displaystyle V} относительно линейного отображения {\displaystyle T\colon V\to V} — это такое подпространство, что {\displaystyle \forall x\in W,T(x)\in W}, другими словами {\displaystyle T(W)\subset W}.
Инвариантное подпространство является одним из ключевых понятий линейной алгебры и функционального анализа, играющим важную роль в изучении линейных отображений, действующих в конечномерных и бесконечномерных линейных пространствах.

## Примеры
- Тривиальными примерами являются: само пространство {\displaystyle V} {\displaystyle (W=V)} и нулевое подпространство (состоящее из единственного нулевого вектора).
- Любой собственный вектор оператора порождает его одномерное инвариантное подпространство.[1]
- Ядро линейного отображения {\displaystyle \ker T}.
- Важными примерами инвариантных подпространств являются собственные и корневые подпространства линейного отображения {\displaystyle T}.